# Planimeter
Een planimeter is een meetinstrument waarmee de oppervlakte van een gebied op bijvoorbeeld een kaart kan worden bepaald door met een stift de omtrek van het gebied af te tasten. De werking berust op de stelling van Green, die een verband legt tussen een oppervlakte-integraal en de kringintegraal over de contour van het oppervlak. Een planimeter is in feite een integrator die de kringintegraal bepaalt en daarmee ook de oppervlakte.
Een planimeter is er in verschillende uitvoeringen. In alle gevallen is er een meetarm waarvan één uiteinde is voorzien van een meetstift of van kruisdraden waarmee de omtrek van het te meten oppervlak wordt afgetast. Het andere uiteinde, de "elleboog", is scharnierend en kan bij de lineaire uitvoering bewegen langs een vaste lijn. Bij de polaire uitvoering is de elleboog verbonden met een andere arm, de draaiarm, waarvan het andere uiteinde een vast draaipunt, de pool, vormt. Aan de meetarm is een meetwieltje bevestigd waarvan de as evenwijdig is aan de arm, zodat het wieltje alleen kan draaien in de richting loodrecht op de arm. Het wieltje meet de totale verplaatsing van de arm in de richting loodrecht op de arm. Als het in de richting van de arm wordt verplaatst, staat het stil. De totale verplaatsing is een maat voor de oppervlakte.

## Lineaire planimeter

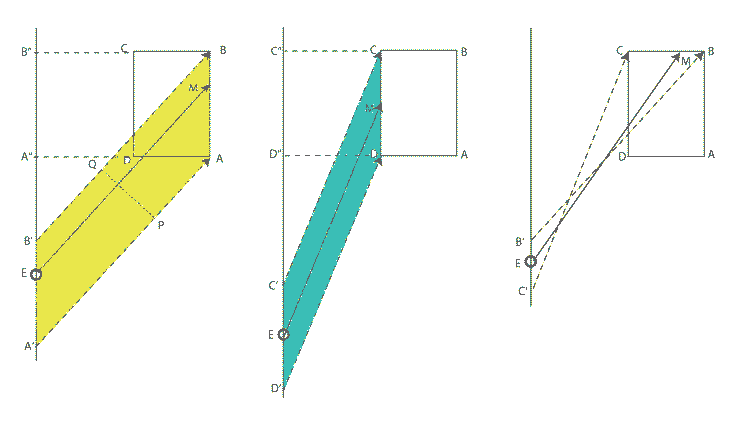
Basisprincipe van lineaire planimeter

In de nevenstaande figuur staat het basisprincipe van de lineaire planimeter. De "elleboog" E kan zich bewegen langs een vaste rechte lijn. Het meten van een oppervlakte steunt op het meten van de oppervlakte van een rechthoek. De oppervlakte van de rechthoek ABCD wordt gemeten door met het meetpunt M de contour van de rechthoek te volgen. Van A naar B doorloopt de meetarm het parallellogram ABB'A'. Het meetwieltje, dat alleen loodrecht op de meetarm beweegt, meet de afstand PQ. De oppervlakte van het parallellogram is PQ × EM. Van C naar D wordt door de meetarm het parallellogram CC'D'D doorlopen, met oppervlakte P'Q' × EM, als P'Q' de afstand is afgelegd door het meetwieltje. Omdat het meetwieltje nu de andere kant op draait, wordt P'Q' afgetrokken van PQ. Nu is de oppervlakte van ABB'A' gelijk aan de oppervlakte van de rechthoek ABB"A" en de oppervlakte van CC'D'D gelijk aan de oppervlakte van de rechthoek CC"D"D. Het verschil van deze twee rechthoeken is juist de te meten rechthoek ABCD, waarvan dus de oppervlakte bepaald is door het product van de afstand PQ-P'Q' die het meetwieltje heeft afgelegd en de lengte EM van de meetarm. De rondgang over de contour ABCD gaat echter ook langs BC en DA. Het meetwieltje zal bij de beweging van B naar C dezelfde afstand maar dan tegengesteld afleggen, als bij de gang van D naar A. Netto verdraait het wieltje voor deze twee gedeelten niet. De totale afstand die het meetwieltje afgelegd heeft, vermenigvuldigd met de lengte van de meetarm, is dus gelijk aan de oppervlakte van de rechthoek ABCD. En omdat de meetarm een vaste lengte heeft, kan de oppervlakte afgelezen worden aan de verdraaiing van het wieltje.

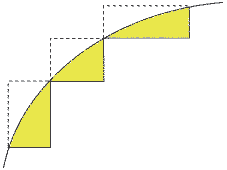
Benadering van de oppervlakte

Er moeten echter niet alleen rechthoeken opgemeten worden, maar willekeurige gebieden. Een willekeurig gebied kan wel benaderd worden door er allemaal rechthoekjes in te tekenen, en al die rechthoekjes apart met de planimeter op te meten. Dat is een heel werk en langs elke zijde die een rechthoekje met een ander gemeen heeft, komt de planimeter twee keer, in tegengestelde richtingen, zodat het meetwieltje netto niet verdraait. Het is dus voldoende langs de buitenomtrek van de rechthoeken te lopen.
Door de rechthoeken heel klein te kiezen, wordt de contour van het gebied benaderd. Maar wel via een traplijn, die veel langer is dan de contour, en die niet kleiner wordt door de rechthoeken te verkleinen! De door het meetwieltje afgelegde afstand nadert echter wel naar de afstand die het wieltje zou afleggen door de contour te volgen. En het verschil in oppervlakte is kleiner dan de oppervlakte van alle kleine rechthoekjes op de traplijn rondom de contour en die oppervlakte kan willekeurig klein gemaakt worden.
De lineaire planimeter kan opgevat worden als een limietgeval van een polaire, waarvan de pool naar oneindig wegloopt en de elleboog op de vaste lijn komt te liggen.

### Met de stelling van Green

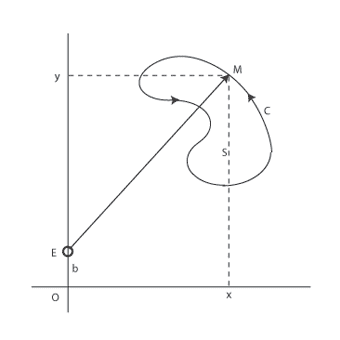
Lineaire planimeter

Met de stelling van Green kunnen we exact aantonen dat de afstand die het wieltje aflegt, een maat is voor de te meten oppervlakte. We kiezen de y-as als de vaste rechte lijn waarlangs de elleboog E kan bewegen. Het andere uiteinde M van de meetarm volgt de contour C van de te meten figuur S.
We passen de stelling van Green toe op de componenten van het vectorveld {\displaystyle N}, gegeven voor {\displaystyle |x|\leq m} door:
{\displaystyle N(x,y)=(-{\sqrt {m^{2}-x^{2}}},x)}
Dit vectorveld staat loodrecht op de meetarm, immers:
{\displaystyle {\vec {EM}}\cdot N=xN_{x}+(y-b)N_{y}=0}
en heeft een vaste grootte, gelijk aan de lengte {\displaystyle m} van de meetarm:
{\displaystyle \|N\|=m}
Het wieltje, dat alleen draait naarmate er een beweging is in de richting loodrecht op de meetarm, vooruit rollend bij een beweging in de richting van het vectorveld en achteruit in tegengestelde richting, rolt per saldo over een afstand die vermenigvuldigd met {\displaystyle m} bedraagt:
{\displaystyle \oint _{C}N\cdot (\mathrm {d} x,\mathrm {d} y)=\oint _{C}(N_{x}\mathrm {d} x+N_{y}\mathrm {d} y)=\iint _{S}\left({\frac {\partial N_{y}}{\partial x}}-{\frac {\partial N_{x}}{\partial y}}\right)\mathrm {d} x\mathrm {d} y=\iint _{S}\left({\frac {\partial x}{\partial x}}-0\right)\mathrm {d} x\mathrm {d} y=\iint _{S}1\,\mathrm {d} x\mathrm {d} y=A}
De oppervlakte is dus {\displaystyle m} maal de afstand die het wieltje per saldo rolt.

## Polaire planimeter

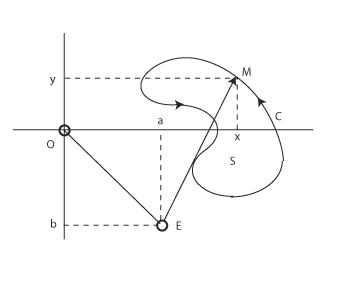
Polaire planimeter

In de nevenstaande figuur zien we het principe van de polaire planimeter, uitgevonden door de Zwitser Jakob Amsler. De "elleboog" E is verbonden met een draaias die om een vast draaipunt, hier de oorsprong, kan draaien. Het andere uiteinde M van de meetarm volgt de contour {\displaystyle C} van de te meten figuur {\displaystyle S}.
We passen de stelling van Green toe op de componenten van het vectorveld {\displaystyle N}, gegeven door:
{\displaystyle N(x,y)=(-y+b,x-a)}
Dit vectorveld staat loodrecht op de meetarm, immers:
{\displaystyle {\vec {EM}}\cdot N=(x-a)N_{x}+(y-b)N_{y}=0}
en heeft een vaste grootte, gelijk aan de lengte {\displaystyle m} van de meetarm:
{\displaystyle \|N\|={\sqrt {(-y+b)^{2}+(x-a)^{2}}}=m}
Dan blijkt dat het integreren van {\displaystyle N} over de contour juist de oppervlakte {\displaystyle A}  oplevert van het gebied {\displaystyle S} dat door de contour {\displaystyle C} wordt omsloten. Het wieltje, dat alleen draait in de richting loodrecht op de meetarm, bepaalt, op de constante factor {\displaystyle m} na, juist deze integraal.
Dan is:
{\displaystyle \oint _{C}(N_{x}\mathrm {d} x+N_{y}\mathrm {d} y)=\iint _{S}\left({\frac {\partial N_{y}}{\partial x}}-{\frac {\partial N_{x}}{\partial y}}\right)\mathrm {d} x\mathrm {d} y}
Dus:
{\displaystyle \oint _{C}N\cdot (\mathrm {d} x,\mathrm {d} y)=\oint _{C}((-y+b)\mathrm {d} x+(x-a)\mathrm {d} y)=\iint _{S}\left({\frac {\partial (x-a)}{\partial x}}+{\frac {\partial (y-b)}{\partial y}}\right)\mathrm {d} x\mathrm {d} y=A}
want:
{\displaystyle {\frac {\partial (x-a)}{\partial x}}+{\frac {\partial (y-b)}{\partial y}}=1}
Immers, met {\displaystyle d} de lengte van de draaiarm, is:
{\displaystyle a^{2}+b^{2}=d^{2}}
zodat:
{\displaystyle a{\frac {\partial a}{\partial x}}+b{\frac {\partial b}{\partial x}}=0}
en dus 
{\displaystyle {\frac {\partial b}{\partial x}}=-{\frac {a}{b}}{\frac {\partial a}{\partial x}}}
Ook is, met {\displaystyle m} de lengte van de meetarm:
{\displaystyle (a-x)^{2}+(b-y)^{2}=m^{2}}
zodat:
{\displaystyle (x-a){\frac {\partial (x-a)}{\partial x}}+(y-b){\frac {\partial (y-b)}{\partial x}}=0}
Daaruit volgt:
{\displaystyle b(x-a){\frac {\partial (x-a)}{\partial x}}=(y-b)b{\frac {\partial b}{\partial x}}=-(y-b)a{\frac {\partial a}{\partial x}}=-a(y-b)+a(y-b){\frac {\partial (x-a)}{\partial x}}}
Dus:
{\displaystyle {\frac {\partial (x-a)}{\partial x}}={\frac {a(y-b)}{ay-bx}}}
Analoog:
{\displaystyle {\frac {\partial (y-b)}{\partial y}}={\frac {b(x-a)}{bx-ay}}}
Zodat:
{\displaystyle {\frac {\partial (x-a)}{\partial x}}+{\frac {\partial (y-b)}{\partial y}}=1}
Voor {\displaystyle ay-bx=0} liggen de beide armen in elkaars verlengde. Dat is een ongewenste situatie die tot een onvoorspelbare beweging van de meetarm voert.

## Schijfplanimeter
Een variant van de lineaire planimeter is de schijfplanimeter. Om problemen door glad, ruw of gescheurd kaartmateriaal, of ander materiaal waarop het te meten gebied is getekend, te omzeilen, loopt het meetwieltje bij de schijfplanimeter onder steeds dezelfde condities over een speciale schijf die tot het instrument behoort. Omdat de beweging van de meetarm overgebracht moet worden, is er bij de schijfplanimeter van deze gelegenheid gebruikgemaakt om de overbrengingsverhouding aan te passen voor een grotere nauwkeurigheid. Een schijfplanimeter is uitgevoerd als lineaire planimeter met roller.